# アルピーヌ・A108
アルピーヌ・A108は、フランスの自動車メーカーである、アルピーヌが製造した自動車。

## 概要
A106の成功により自動車メーカーとしての力を蓄えたアルピーヌは、1959年のパリサロンで、A106の直系に当たる新しいスポーツカーを発表した。
A108と名付けられたその車は、それまでどおり、ルノーの大衆車からエンジン、トランスミッション（トランスアクスル）、サスペンションを流用する手法を採り、A106世代の4CV（タイプ R1063）に代わり、ルノーの新型車であるドーフィン（タイプR1090）をベースとした。それまでの命名ルールからするとタイプR1090の上三桁をとり「109」となるはずであったが、なぜか「108」となっている。
4CVは、シャーシ単独での走行も可能な、プラットホーム型フレームであったため、車体の設計は比較的容易であったが、ドーフィンはモノコック構造へ変更されていたため、そのままでは、小型、軽量なスポーツカーのベースとしては使いづらいものであった。そのため、アルピーヌは、新たなシャーシを開発する必要に迫られ、車体中心線の床下に配した、大径の丸鋼管をメインビームとする、バックボーンフレームを採用した。このフレーム形式は、アルピーヌブランド最後のスポーツカーとなった、A610まで連綿と受け継がれることになるが、そのきっかけがA108であった。
エンジンは、ドーフィン用の水冷直列4気筒OHV、ボアφ58mm×ストローク80mmで845ccエンジンをベースとし、ボアをφ60mmに拡大し圧縮比を9.0に上げて元の倍の出力60hp/6,200rpmとした904ccエンジンが搭載された。軽量な車体に対して充分なパフォーマンスを発揮し、ファイナルが4.14の場合の最高速は168-170km/hとされる。1960年に747ccで27hp版と48hp版、845ccの31hp版と40hp版がカタログに掲載された。トランスミッションは前進4段。
A108は当初クーペの「ミッレ・ミリア」とオープンカーの「キャブリオレ」の二種類のボディーでリリースされ、1960年から「キャブリオレ」に固定ボディを載せた「ベルリネット」（berlinette ）が追加され、1963年まで生産された。
1961年のツール・ド・フランス・オートモービルと、ツール・ド・コルスでワークス車両がクラス優勝に輝き、この仕様は1962年から「ツール・ド・フランス」の名称で市販された。その優れた資質の片鱗を見せたA108は、スタイル、メカニズムともにその後名車の評価をほしいままにすることになるA110の基礎となった。